# Guiu II de Vannes
Guiu II de Vannes fou comte de Vannes del 813 a 819 o 831. Era fill del widònida Frodoald.
Hauria perdut el país a mans de Nominoe, un cap o comte del Poher vers el 819. Va conservar els seus drets fins al 831 quan Lluís el Pietós el va reconèixer com a missus imperatoris i ducatus ipsius gentis dels bretons.